# Hard Knocks (Fernsehserie)
Hard Knocks ist eine US-amerikanische Doku-Soap von NFL Films und HBO über die Preseason verschiedener Footballteams der NFL, die ab 2001 mit Unterbrechungen und seit 2012 jährlich ausgestrahlt wird.

## Beschreibung
In Hard Knocks wird die Preseason eines jährlich wechselnden NFL-Teams dokumentiert. Im Fokus steht das mehrwöchige Trainingslager vor dem Saisonstart, in dem es darum geht, aus den fast 100 Spielern, die am ersten Trainingstag unter Vertrag stehen, den 53 Spieler starken Kader plus den 10 Spieler starken Practice Squad für den Saisonstart herauszusieben. Wiederkehrende Elemente sind der Trainingsalltag, der keinen Unterschied zwischen Stars und Ergänzungsspielern macht, der Kampf um die begehrten Kaderplätze, der Umgang mit Verletzungsproblemen, die Interaktion zwischen den vielen verschiedenen Persönlichkeiten und die Integration von Rookies und anderen neuen Spielern. Häufig thematisiert wird die Trauer jener Spieler, die es nicht in den Kader schaffen, kontrastiert mit der Freude jener, denen es tatsächlich gelingt.
Welches NFL-Team beleuchtet wird, wurde 2013 von der NFL geregelt:
- Entweder es meldet sich ein NFL-Team freiwillig, oder
- es wird ein NFL-Team verpflichtet, das weder

1. in den letzten 10 Jahren in Hard Knocks teilgenommen hat,
2. noch einen Head Coach hat, der sein erstes Dienstjahr beginnt,
3. noch in den letzten beiden Jahren die Play-offs erreicht hat.

## Beteiligte Teams
- 2001: Baltimore Ravens
- 2002: Dallas Cowboys
- 2007: Kansas City Chiefs
- 2008: Dallas Cowboys
- 2009: Cincinnati Bengals
- 2010: New York Jets
- 2012: Miami Dolphins
- 2013: Cincinnati Bengals
- 2014: Atlanta Falcons
- 2015: Houston Texans
- 2016: Los Angeles Rams
- 2017: Tampa Bay Buccaneers
- 2018: Cleveland Browns
- 2019: Oakland Raiders

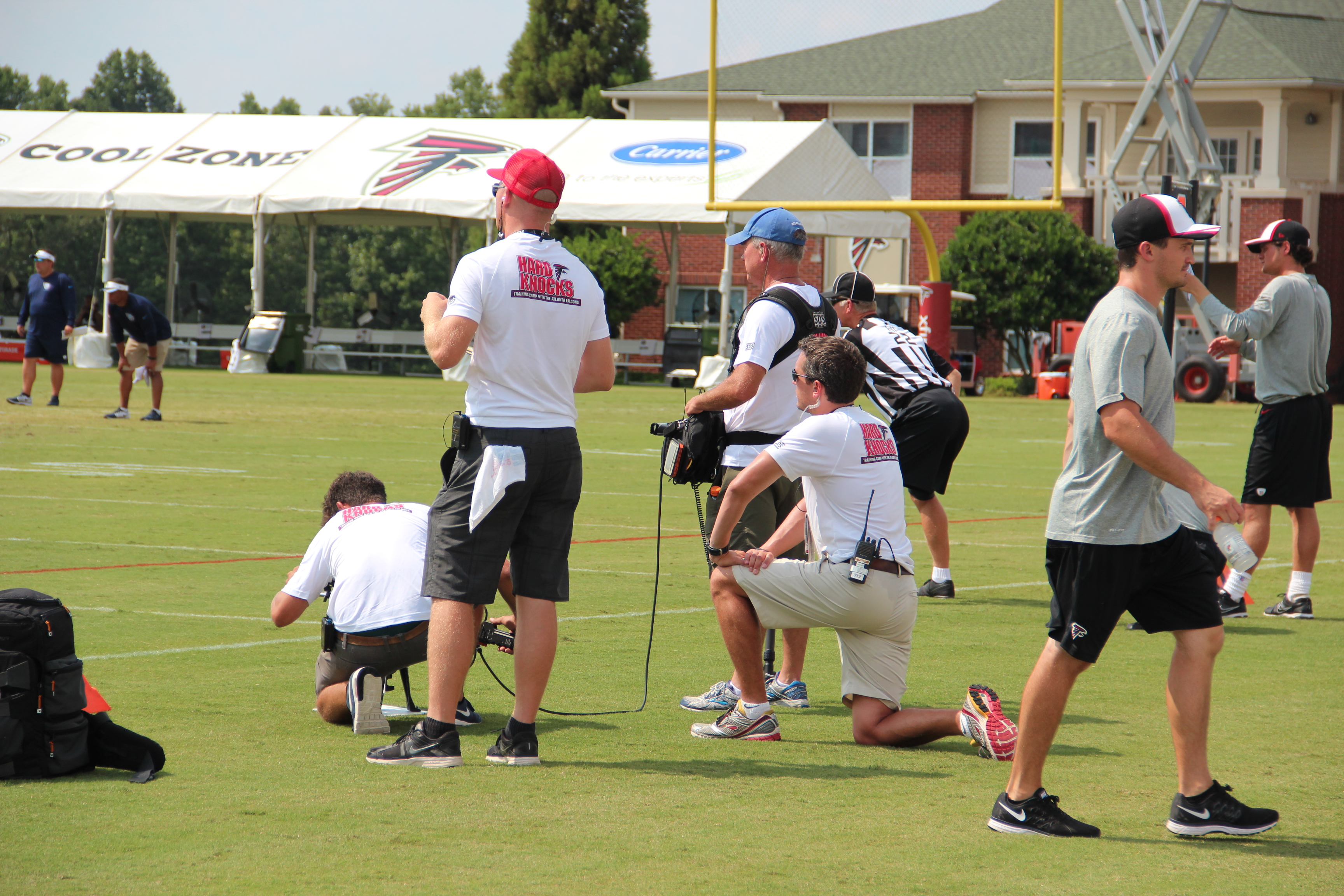
Die Filmcrew im Trainingscamp der Falcons 2014

- 2020: Los Angeles Rams/Los Angeles Chargers
- 2021: Dallas Cowboys
- 2022: Detroit Lions
- 2023: New York Jets
- 2024: Chicago Bears
- 2025: Buffalo Bills

## Ausstrahlung
Erstmals wurde Hard Knocks in Deutschland am 23. Oktober 2013 ausgestrahlt. Am 31. August 2014 begann Sport1 US mit der Ausstrahlung der neunten Staffel über die Atlanta Falcons. Ausstrahlung war wöchentlich am Donnerstag um 21:30 Uhr.
Im Juli 2016 wurde bekannt, dass sich die ProSiebenSat.1 Media die Rechte an der 11. Staffel über die Los Angeles Rams gesichert hat. Die Ausstrahlung begann am 14. August 2016 auf dem Sender ProSieben Maxx und fand wöchentlich in der Nacht von Sonntag auf Montag statt. Grund für diesen Schritt war der überdurchschnittliche Erfolg, welchen der Sender mit der Übertragung von NFL-Spielen im Vorjahr erlangte. Nach dem Wechsel der NFL Übertragungsrechte von ProSiebenSat.1 Media zu RTL Television wurde die 18. Staffel über die New York Jets auf den Streamingplattformen RTL+ und DAZN ausgestrahlt.

## Auszeichnungen
| Jahr | Preis              | Kategorie                             | Personen/Werk | Resultat  |
| ---- | ------------------ | ------------------------------------- | --- | --------- |
| 2009 | Sports Emmy Awards | Outstanding Post Produced Audio/Sound | Chris Benendict Vince Caputo Scott Carter Paul Flinton Kyle Hartigan Mike Kennedy Jerry Mahler Rich Markowitz Shane McMartin Geoff Pawlikowski Mark Ricci Donovan Rice Scott Scharf Hard Knocks: Training Camp with the Dallas Cowboys | Gewonnen  |
| 2012 | Sports Emmy Awards | Outstanding Post Produced Audio/Sound | Steve Guercio NFL Films HBO Sports | Gewonnen  |
| 2014 | PGA Award          | Outstanding Sports Program            | | Nominiert |
| 2015 | PGA Award          | Outstanding Sports Program            | Hard Knocks: Training Camp with the Cincinnati Bengals | Nominiert |
| 2015 | PGA Award          | Outstanding Sports Program            | Hard Knocks: Training Camp with the Atlanta Falcons | Nominiert |
| 2016 | PGA Award          | Outstanding Sports Program            | Hard Knocks: Training Camp with the Houston Texans | Nominiert |